# Neobuxbaumia polylopha
Espèce
Synonymes
- Cereus polylophus
- Pilocereus polylophus
- Cephalocereus polylophus
- Carnegiea polylopha

Statut de conservation UICN

 VU  : Vulnérable
Statut CITES
Neobuxbaumia polylopha est une espèce de plantes à fleurs du genre Neobuxbaumia de la famille des Cactaceae originaire du Mexique.

## Habitat
Neobuxbaumia polylopha ne se trouve qu'au Mexique et est confiné à une petite zone dans l'État de Guanajuato. Il pousse uniquement dans les canyons aux pentes calcaires, semblables aux cactus Neobuxbaumia multiareolata, Neobuxbaumia sanchezmejunadae et Neobuxbaumia squamulosa. Neobuxbaumia polylopha n'est pas bien connu des locaux et n'a pas d'usages locaux. Cependant, il est populaire parmi les amateurs de cactus et se reproduit bien dans les pépinières.

## Dénomination et taxinomie
Les noms communs de  Neobuxbaumia polylopha  sont cactus conique, saguaro doré, saguaro à épines dorées et cactus de cire. Polylopha signifie plusieurs côtes. Il a été classé comme faisant partie de la sous-tribu Stenocerinae des Pachycereae en 1975 par Buxbaum. Il est classé vulnérable sur la liste rouge de l'IUCN en raison de son attrait commercial.

## Description
Neobuxbaumia polylopha est un cactus columnaire formé d'une seule grande tige arborescente. Il peut atteindre des hauteurs de plus de 15 mètres mesurer 35 cm de diamètre et peser plusieurs tonnes,. La moelle du cactus peut occuper jusqu'à 20 centimètres. La tige colonnaire du cactus a entre 10 et 30 côtes, avec 4 à 8 épines disposées de manière radiale . Les épines mesurent entre 1 et 2 centimètres de long et ressemblent à des poils, celles entourant les fleurs sont plus longues jusqu'à 7 cm et sont jaunes. Les fleurs aux pétales pourpres sont en forme d'entonnoir. La floraison a lieu en été, les fleurs s'ouvrent la nuit mais peuvent rester ouvertes le matin. Les fruits sont verts et les graines sont marron
.

## Reproduction
Les fleurs de Neobuxbaumia polylopha sont d'un rouge foncé, ce qui est rare chez les cactus colonnaires qui ont plus communément des fleurs blanches. Les fleurs poussent sur la plupart des aréoles. Les aréoles qui produisent des fleurs et les autres aréoles végétatives du cactus sont similaires. Les aréoles produisent des fleurs pendant de nombreuses années. Les fleurs s'ouvrent pendant la journée et sont pollinisées par les insectes. Les fruits sont petits et verts, de forme cylindrique. Les graines se forment rapidement et peuvent germer en trois semaines. Ils sont exposés pour permettre aux oiseaux de les manger rapidement. Les fruits non consommés tombent et se dessèchent. Les fruits sont comestibles pour les humains et ont une délicate saveur de noisette. La croissance de la population dépend davantage du nombre de semis qui survivent que de la croissance et de la reproduction de plantes plus anciennes.